# Dwergtiranmanakin
De dwergtiranmanakin (Tyranneutes stolzmanni, synoniem Pipra stolzmanni) is een zangvogel uit de familie Pipridae (manakins). Deze vogel is genoemd naar de Poolse ornitholoog Jan Stolzman.

## Verspreiding en leefgebied
Deze soort komt voor in het Amazonegebied.

## Status
De grootte van de populatie is niet gekwantificeerd maar de soort wordt omschreven als vrij algemeen. Op de Rode lijst van de IUCN heeft deze soort de status niet bedreigd.